# 托卵女子
托卵女子（たくらんじょし）は、子の遺伝上の父とは別の男に自身の子であると欺き子の養育や結婚を迫る女、又は夫以外の男性との間に出来た子供を夫との子供と思わせ育てさせる妻。托卵妻（たくらんづま）とも。

## 概要
カッコウなどに見られる托卵の習性になぞらえ、別の男性の子を妊娠・出産し、実子と偽って夫に育てさせる妻を呼称するようになった。もともとは2ちゃんねるの不倫・浮気板で使われるネットスラングだったが、近年では一般化し、ニュースなどでも「托卵女子」などの言葉が使われている。
母親も夫とともに養育している場合、生物界でみられるような「托卵」を行っているのは子の実の父親のみなので厳密には正しくないとも考えられるが、子の実父（所謂間男)を托卵男と呼ぶことは少ない。また、俗語としての「托卵行為」はあくまでも欺瞞によって実子と思いこませて育てさせる行為を指すため、夫の同意のもと行われた精子提供等で遺伝上の父親が異なる子を出産した場合は含まれず、夫が側室の子を正室に養育させる場合や愛人の子を正妻が養育する場合でも夫を托卵男や托卵夫とは呼ばない。故意による新生児取り違えも、他人に我が子を育てる養育コストを払わせるという点では広義の托卵とも言えるが、自身も同様に他人の子を育てる養育コストを負う点から一般的に托卵とは呼ばれない。
2005年にイギリスで行われた研究では、夫婦の子であるはずの25人に1人、約4％の割合で父親が夫ではないと発表したが、亀山早苗は産婦人科医への取材によると、6％から10％程度だとしている。1997年の研究では9～17%だとされる。
また、「托卵」の割合は経済水準と密接に関わっているとする研究もあり、最底辺所得層では約30％とされる。そのほか、学術的な調査ではないが、博報堂が運営するインターネットメディアによる2016年の調査では、日本の20代～60代の既婚女性435名につき、6.0％（20人弱に1人）が「夫以外の男性とつくった子供を夫に内緒で育てている」と回答した。
一方、レスター大学遺伝学部のトゥリ・キングとマーク・ジョブリングはよく引用される10%という確率を「都市伝説」と語る。1678人を対象に行われた姓と染色体上の固有の特徴との関連性の調査では、事前に父子関係の疑いがない家族が実際には父子不一致である確率は1-2%だった。また前述の2005年にJournal of Epidemiology and Community Health
で発表された父子不一致0.8～30%のレビューは1950年代から1980年代に行われた研究を元にしており、現在では遺伝子検査の方法や手段の不正確さから信頼性は低いとされている。30%の数字を記録した研究はランダムではなく、既に父子の関係性に疑惑を持つ母集団による検査結果である。
出産後に真相が判明し裁判になるケースもある。

## 例

### 歴史上
かつては科学的に父と子の親子関係を証明する手段がなかったこともあり、高位の人物や著名人に対する出自をめぐる疑惑は多い。ただし本人や父母の政敵による妄言流布や中傷に端を発した俗説も多く、信憑性が乏しいものも多い。また、後継者を必要とする王族の事情や愛人を許容する文化などの時代背景から夫が公認・黙認していたケースもあり、その場合は「托卵」には含まれないとも言える。
- パーヴェル1世

公式にはピョートル3世とエカチェリーナ2世の第1皇子だが実の父親はエカチェリーナの愛人セルゲイ・サルトゥイコフ伯爵とする説がある。
- ルイ14世

公式にはルイ13世とマリー・テレーズ・ドートリッシュの長子だが実の父親は宰相リシュリューやマザランとする説があった。ルイ13世はホモセクシャルないしバイセクシャルであったとされる。ただしマリー・テレーズがルイ14世を懐妊した時期はマザランはイタリアにおり後者は現在は否定されている。
- ナポレオン3世

公式にはルイ・ボナパルトとオルタンス・ド・ボアルネの3男だが、父母が不仲、かつオルタンスに多数の愛人がいたため生前から父との親子関係を疑問視されていた。実の父はナポレオン(母オルタンスの義父、かつ父ルイ・ボナパルトの兄）との噂まであったが現在は否定されている。
- ミノナ・フォン・シュタックベルク

ベートーヴェンの教え子であったヨゼフィーネ・ブルンスヴィックとその2番目の夫であるクリストフ・フォン・シュタックベルク男爵の娘。本当の父親はベートーヴェンであるとする説がある。
- カール・ヨーゼフ・ブレンターノ

ベートーヴェンの後援者であったアントニー・ブレンターノとフランツ・ブレンターノ夫妻の息子。本当の父親はベートーヴェンであるとする説がある。
ローマ法・ゲルマン法は妻の不貞行為を夫よりも重く処罰するのが伝統であった。近代フランス法も同様であり、フランス革命の理論的指導者ジャン＝ジャック・ルソーの説明は以下の通り。

### 現代
女優の喜多嶋舞が俳優の大沢樹生との間で妊娠したとして1996年に結婚し、1997年に長男を出産。2005年に離婚し親権は大沢が持ち養育していたが、長男が16歳のとき、父親が大沢以外の男性であると判明。その後に喜多嶋舞が再鑑定を申し出たが大沢が拒否したともしている。
なお、日本の現行法上、DNA型鑑定によってこの「托卵」行為が判明しても、嫡出否認の訴えの期間制限を過ぎると父子関係の存否を争うことは原則できない。このことから、「1年バレなければ養育費GET」などと喧伝されることがあるが、子自身に罪は無いため身分関係の早期確立をはかる意味であって、托卵女子の特権を公認する趣旨ではないため、離婚後の子の監護費用の分担を夫に求めることが権利濫用に当たるとされた事例がある（平成23年3月18日最高裁判所第二小法廷判決集民第236号213頁）。また妻に対する不法行為による損害賠償や不当利得返還請求の可否は別途考慮する必要がある。

## 創作
女（妻）が子の遺伝上の父が別であると明確に認識したうえで男（夫）にそれを伏せる、又は男（夫）の子と欺く作品に限る。女自身にも子の父親がわからない、男に告げず養育義務や結婚を迫ることが無い作品は含まない（例：マンマ・ミーア）。単に既婚女性の不倫を扱った作品は姦通#不倫がテーマとなった小説、漫画、テレビドラマ、楽曲などを参照。
- 源氏物語 - 光源氏の父桐壺帝の中宮藤壺が後の冷泉帝を出産するが実際の父親は源氏である。一方、女三宮の生んだ光源氏の次男薫も実際の父は柏木であるとみられるが作中で断定されることはない。
- 名探偵コナン『鳥取クモ屋敷の怪』 - 夫の生殖能力に問題があったため夫の弟に協力を仰いで娘を出産した妻が登場する。本編においては妻、娘共に故人（自殺）。
- 金田一少年の事件簿『黒死蝶殺人事件』 - 自殺した恋人の仇を取るため恋人の研究を盗んだ富豪に嫁ぎ、夫の子と偽って恋人の子を産んだ女性が登場する（冷凍保存されていた恋人の精子を使っていた）。
- 極限夫婦『玉川夫婦の場合』 - 不妊で悩む夫婦の夫の浮気相手が妊娠したことから妻は離婚を迫られるが、実際には不妊の原因は夫であり浮気相手の子の父親は別人であった。
- わたしの宝物 - “托卵”をテーマにしたテレビドラマ。[28]